# Orbányosfa
Orbányosfa è un comune dell'Ungheria di 150 abitanti (dati 2001). È situato nella contea di Zala.